# تشارلي آدامز
تشارلي آدامز (بالإنجليزية: Charlie Adams)‏ (16 مايو 1994 في المملكة المتحدة - ) هو لاعب كرة قدم بريطاني في مركز الوسط. لعب مع ستيفيناغ بوروه ونادي بارنت ونادي برينتفورد ولويسفيل سيتي.

## وصلات خارجية
- تشارلي آدامز على موقع قاعدة بيانات كرة القدم.إي يو (الإنجليزية)
- تشارلي آدامز على موقع Soccerbase.com (لاعب) (الإنجليزية)
- تشارلي آدامز على موقع Soccerway.com (الإنجليزية)